# Таджиев, Зайниддин Фахритдинович
Таджиев Зайниддин Фахритдинович (узб. Tojiyev Zayniddin Faxritdinovich; 21 июня 1977, Ташкент, Узбекская ССР, СССР) — узбекский футболист, нападающий. Выступал в сборной Узбекистана. Старший из братьев Таджиевых — Камолиддина и Фархода также футболистов.

## Биография
Зайниддин по профессии пожарный, в футбольных школах не обучался и играл на любительском уровне. В большой футбол пришёл В 2001 году, играл за клуб «Академия» (Ташкент) при МВД Узбекистана.
Затем несколько лет играл за «Пахтакор».
В 2005 выступал за «Есиль-Богатырь» (Петропавловск), в 2007 — в иранском «Саба Баттери» (Кум), в 2009 — в китайском «Тяньцзинь Тэда».
С 2010 года снова в Узбекистане, выступал в разных клубах высшей лиги. С 2014 года — игрок самаркандского «Динамо».